# NGC 4411
NGC 4411 est une petite galaxie spirale barrée située dans la constellation de la Vierge. NGC 4411 a été découverte par l'astronome américain Christian Peters en 1881. Cette galaxie a aussi été observée par l'astronome allemand Arnold Schwassmann le 23 janvier 1900 et elle a été inscrite à l'Index Catalogue sous la cote IC 3339.

## Caractéristiques
La classe de luminosité de NGC 4411 est III et elle présente une large raie HI. Elle renferme également des régions d'hydrogène ionisé.

### Distance
Sa vitesse par rapport au fond diffus cosmologique est de 1 616 ± 24 km/s, ce qui correspond à une distance de Hubble de 23,83 ± 1,70 Mpc (∼77,7 millions d'al).
À ce jour, cinq mesures non basées sur le décalage vers le rouge (redshift) donnent une distance de 15,840 ± 3,148 Mpc (∼51,7 millions d'al), ce qui est à l'extérieur des valeurs de la distance de Hubble. Cette galaxie, comme plusieurs de l'amas de la Vierge, est relativement rapprochée du Groupe local et on obtient souvent une distance de Hubble très différente en raison de leur mouvement propre dans le groupe où l'amas où elles sont situées. Notons que c'est avec la valeur moyenne des mesures indépendantes, lorsqu'elles existent, que la base de données NASA/IPAC calcule le diamètre d'une galaxie.

### Brillance de surface
En raison d'une brillance de surface égale à 14,15 mag/am2, on peut qualifier NGC 4411 de galaxie à faible brillance de surface (LSB en anglais pour low surface brightness). Les galaxies LSB sont des galaxies diffuses (D) avec une brillance de surface inférieure de moins d'une magnitude à celle du ciel nocturne ambiant.

## Paire de galaxies
La distance de Hubble de la galaxie UGC 7546 situé à côté de NGC 4411 sur la sphère céleste est de 23,74 ± 1,70 Mpc (∼77,4 millions d'al), ce qui la situe pratiquement à la même distance de la Voie lactée. Les deux galaxies forment donc une paire de galaxies. Cette galaxie est désignée comme NGC 4411B dans les articles d'A. M. Garcia et d'Abraham Mahtessian.

## Supernova
La supernova SN 1992ad a été découverte dans NGC 4411 le 1er juillet 1992 par l'astronome amateur australien Robert Evans. Cette supernova était de type II.

## Groupe de M87, de M60 et l'amas de la Vierge
Selon A.M. Garcia, NGC 4411 (NGC 4411A dans l'article) est membre du groupe de M87 (NGC 4486). Ce groupe de galaxies comprend au moins 96 membres, dont 53 apparaissent au New General Catalogue et 17 à l'Index Catalogue.
D'autre part, la plupart des galaxies du New General Catalogue, dont NGC 4411 (aussi NGC 4411A dans l'article), et seulement quatre de l'Index Catalogue du groupe de M87 apparaissent  dans une liste de 227 galaxies d'un article publié par Abraham Mahtessian en 1998. Cette liste comporte plus de 200 galaxies du New General Catalogue et une quinzaine de galaxies de l'Index Catalogue. On retrouve dans cette liste 11 galaxies du Catalogue de Messier, soit M49, M58, M60, M61, M84, M85, M87, M88, M91, M99 et M100.
Toutes les galaxies de la liste de Mahtessian ne constituent pas réellement un groupe de galaxies. Ce sont plutôt plusieurs groupes de galaxies qui font tous partie d'un amas galactique, l'amas de la Vierge. Pour éviter la confusion avec l'amas de la Vierge, on peut donner le nom de groupe de M60 à cet ensemble de galaxies, car c'est l'une des plus brillantes de la liste. L'amas de la Vierge est en effet beaucoup plus vaste et compterait environ 1300 galaxies, et possiblement plus de 2000, situées au cœur du superamas de la Vierge, dont fait partie le Groupe local,.
De nombreuses galaxies de la liste de Mahtessian se retrouvent dans onze groupes décrits dans l'article d'A.M. Garcia, soit le groupe de NGC 4123 (7 galaxies), le groupe de NGC 4261 (13 galaxies), le groupe de NGC 4235 (29 galaxies), le groupe de M88 (13 galaxies, M88 = NGC 4501), le groupe de NGC 4461 (9 galaxies), le groupe de M61 (32 galaxies, M61 = NGC 4303), le groupe de NGC 4442 (13 galaxies), le groupe de M87 (96 galaxies, M87 = NGC 4486), le groupe de M49 (127 galaxies, M49 = NGC 4472), le groupe de NGC 4535 (14 galaxies) et le groupe de NGC 4753 (15 galaxies). Ces onze groupes font partie de l'amas de la Vierge et ils renferment 396 galaxies. Certaines galaxies de la liste de Mahtessian ne figurent cependant dans aucun des groupes de Garcia et vice versa.